# Zoran Pralica
Pour les articles homonymes, voir Nikolić.
Zoran Pralica (en serbe cyrillique : Зоран Пралица ; né le 5 novembre 1967) est un homme politique serbe. Il est membre de l'Association des petites et moyennes entreprises et des entrepreneurs de Serbie, une organisation patronale, et député à l'Assemblée nationale de la république de Serbie.

## Parcours politique
Aux élections législatives serbes de 2012, Zoran Pralica figure en 11e position sur la liste de la coalition Donnons de l'élan à la Serbie, emmenée par Tomislav Nikolić qui était alors président du Parti progressiste serbe (SNS). La coalition recueille 24,04 % des voix et remporte ainsi 73 sièges sur 250 à l'Assemblée nationale de la république de Serbie, ce qui lui vaut de devenir député.
À l'assemblée, il est inscrit au groupe parlementaire du SNS et participe aux travaux de la Commission de l'économie, du développement régional, du commerce, du tourisme et de l'énergie et, en tant que suppléant, aux travaux de la Commission des finances, du budget de l'État et du contrôle des dépenses publiques et aux travaux de la Commission de l'agriculture, de la forêt et de la gestion de l'eau.